# Almah
 Almah (עלמה) la plural: alamot (עלמות) este un substantiv de genul feminin din ebraică, referitor la o fată care a ajuns la pubertate dar se află încă sub protecția familiei sale; este o tânără fată nubilă. În Biblie, almah este tradusă drept virgină, fecioară, tânără femeie, domnișoară sau fată.  Din motive teologice, înțelesul acestui cuvânt este controversat (vezi în special definirea ca „virgină”), în special în Isaia 7:14.

## Definiții și etimologie
Rădăcina masculină a lui almah este elem ("עלם") însemnând „tânăr” sau „tânăr bărbat aflat la vârsta pubertății”. Aplicând genul feminin la acest termen ar rezulta „tânără femeie” sau „tânără femeie aflată la vârsta pubertății”.  Gesenius definește cuvântul drept „fată de vârstă nubilă”. Acest sens al cuvântului se păstrează în ebraica modernă, în care almah încă înseamnă „tânără” (o femeie tânără sau fată) și „domnișoară” (o femeie tânără sau necăsătorită).
Almah pare singurul cuvânt din ebraica Bibliei care se referă fără echivoc la o femeie necăsătorită, iar copiii născuți dintr-o almah ar fi nelegitimi. Cuvântul englezesc care corespunde cel mai bine cu acest concept este  maiden sau maid, care înseamnă „o fată necăsătorită (în mod special o virgină)”.
Așa cum am indicat deja, noțiunea de nubilitate este în mod tipic parte a definiției lui almah. În anticul Orient Mijlociu fetele aveau o valoare de potențiale neveste și născătoare de copii, ceea ce poate explica sensul repetat de nubilitate referitor la alamot sau la fetele care au intrat în pubertate. Sensul de nubilitate nu este prezent în masculinul elem chiar dacă și ei sunt intrați în pubertate, dar este prezent în „bachur” sau „tânăr războinic”, când băieții se maturizează pentru a putea susține o familie.
Unele autorități cred că almah este derivat din alma, un verb însemnând „a ascunde, a dosi”. Adam Clarke a speculat asupra asocierii dintre alma și almah: „O virgină ... n-a fost descoperită, ea n-a cunoscut bărbat.”
Almah este un cuvânt modern egiptean pentru dansatoare din buric sau cântăreață, iar unii lingviști îl văd ca fiind derivat din vechiul cuvânt semitic almah pentru „fată”.
În alfabetul latin, almah este scris corect cu spiritus asper inițial, adică (‘almah), indicând faptul că acest cuvânt este scris cu un ayin la început. Ayin-ul este fie tăcut fie pronunțat ca stop glotal inițial moale (ca un sunet "kh" aspirat). Această pronunție este de asemenea sugerată de ugariticul glmt, însemnând „tânără”.

## Vârsta unei almah
Alfred Edersheim descrie 'almah' ca fiind unul din termenii secvențiali, „fiecare termen denumind un nou stadiu al vieții” (scrierea conform cu Gesenius tradus în românește):
- yeled sau yaldah - nou-născut, băiat sau fată.
- yonek sau yanak - sugar.
- olel - sugar care mănâncă și mâncare.  Tradus ca „tânăr copil” în Plangeri 4:4 (ediția KJV).
- gamal - copil înțărcat (sub 3 ani).
- taph - copil tânăr, care încă stă în poala mamei. Derivat din cuvântul pentru pașii mici, rapizi și împiedicați ai tinerilor copii.
- elem sau almah - copil ferm și puternic  (având vârsta de la cinci-șapte ani la treisprezece ani[13] sau între doisprezece și paisprezece ani, conform altor surse[14])
- na'ar (masc.) sau na'arah (fem.)  -  „copil independent sau liber” (dintr-o rădăcină însemnând „a se scutura”). Vârsta: 13+.[13] De asemenea „fată în casă”, „servitoare” sau doar „fată”.

În ordinea lor relativă și prin conotații de tărie și putere, almah (sau elem) din lista lui Edersheim sugerează perioada de creștere rapidă din adolescență (în particular începutul adolescenței) dar înainte de asumarea independentă a responsabilității sau a libertății.

## Folosirea cuvântului în Biblie
Înțelesul lui almah este cel mai adesea determinat prin a ne referi la folosirea lui în Biblie. Din păcate, există numai nouă pasaje care folosesc acest termen (și numai două care folosesc masculinul elem). De aici rezultă un foarte mic număr de exemple din care am putea extrage o definiție. Acest mic număr mai este redus suplimentar deoarece numai unele din aceste versete conțin un înțeles clar și lipsit de ambiguitate. Aceste versete nu clarifică în mod necesar înțelesul lui almah din pasajele în care e ambiguu. Problema este complicată de faptul că aceste texte au fost consemnate de autori diferiți trăind la distanță de secole unii față de alții. Limbile tind să evolueze în timp, nici ebraica veche nu făcea excepție de la asta.  

### Geneza (Bereshit / Bereshis) 24:43
Un servitor al lui Avraam povestește cum a întâlnit-o pe Rebecca. El s-a rugat Domnului că dacă o almah vine la puț, și el îi cere apă de băut iar ea îi dă apă de băut lui și cămilelor lui, asta ar fi un semn că ea are să fie nevasta lui Isaac. În acest pasaj Rebecca, o tânără fată necăsătorită este acea almah iar cele mai multe traduceri folosesc „virgină” sau „fată”.

### Exodul (Shemot) 2:8
Sora mai bătrână (Miriam) al unui sugar de sex masculin este o almah. Ea este suficient de matură pentru a i se da bebelușul (Moise) în grijă iar ea întreprinde o acțiune matură prin a reuni copilul cu mama lui prin a se oferi să ducă acest copil la o doică evreică (mama ei). Cele mai multe traduceri traduc prin „fată” pentru a o descrie pe sora lui Moise.

### 1 Cronici (Divrey HaYamim Alef) 15:20și introducerea laPsalmi (Tehilim) 46
Ambele pasaje ale psalmilor trebuie cântate „pe alamot” -- un înțeles muzical care s-a pierdut cu timpul. Cel mai probabil el se referă la un anume tip de lăută cu 10 sau 12 corzi, numită așa deoarece tonul său se aseamănă cu vocile fetelor care cântă. El se poate referi la maniera feminină de a cânta sau juca, cum ar fi un cor de fete. A treia teorie este că „alamoth” se referă la un instrument făcut în orașul „Alameth”. Traducătorii au dificultăți cu acest termen și mulți traduc pur și simplu cu „alamoth”. Totuși, câteva traduceri fac încercări speculative de a traduce cu „voci soprano”, „voci ascuțite” sau „harpe mici”, în timp ce alte traduceri pur și simplu ignoră această referință și nu o includ în traducere (Vulgata, și prin urmare Biblia Douay-Rheims, traduc în mod unic acest cuvânt ca „mister”).

### Psalmi (Tehilim) 68:25/26
Într-o paradă a victoriei participanții sunt listați în ordinea apariției: 1) cântăreții; 2) muzicanții; și 3) „alamot” cântând la țambale sau tamburine. Cele mai multe traduceri traduc alamot de aici ca „fete” sau „tinere femei”.

### Cântarea Cântărilor (Shir Hashirim) 1:3
Un cânt poetic de adorare a unui bărbat care declară că toate alamot îl iubesc pe el. Prin urmare, el este atrăgător pentru „fecioarele” sau „tinerele femei”, conform celor mai multe traduceri.

### Cântarea Cântărilor (Shir Hashirim)  6:8
Femeia care este obiectul acestui poem de dragoste este comparată în mod favorabil cu un harem de 60 de regine (soții ale regelui), 80 de concubine și alamot fără număr, indicând că aceste alamot nu erau nici neveste nici concubine ale regelui.

### Proverbe (Mishle) 30:19
În plus față de traducerile ca „fată”, „virgină” și „tânără femeie”, o diferență între textele ebraice și Septuaginta conduce unele traduceri de a schimba radical acest vers sau a-l traduce cu cuvinte diferite. (Într-o anumită măsură aceasta este și ea o încercare de a dezvolta o traducere cu echivalență dinamică a pasajului care să îi fie clară cititorului modern.) Subiectul textului este consternarea referitoare la o nevastă care comite adultere. Autorul compară acțiunile acestei neveste adulterine cu lucruri care pretinde el sunt greu de înțeles: o pasăre care zboară prin aer, mișcarea șarpelui pe o piatră, navigarea unei nave pe mare și cum se comportă un bărbat puternic cu o almah. (Septuaginta zice „și calea omului la tinerețea sa” în loc de a include almah.) Sensul poate fi că un bărbat puternic care își pune mintea cu o fată mai slabă este ca pasărea, ca șarpele, ca nava și ca femeia adulterină. În fiecare exemplu nu rămâne ceva durabil/permanent în urma acestor acțiuni. Totuși aceasta nu este singura perspectivă, existând o varietate de traduceri ale frazei finale din versetul 19:
- „de ce adolescenții acționează așa cum o fac” - „The Message”
- „cum un bărbat iubește o femeie” - „The New Living Translation”
- „(cum) se îndrăgostesc oamenii” - „Contemporary English Bible”
- „calea omului cu o tânără femeie/fecioară” - cele mai multe traduceri

Existența multor variante ale traducerii înseamnă că acest verset este foarte dificil pentru cei care caută o definiție precisă a lui almah.

### Isaia (Yeshayah) 7:14
Ahaz, regelui nehotărât al lui Iuda sau posibil descendenților curții regale a lui David le este comunicat un semn dat de Domnul că el se ocupă de soarta regatului și îl protejează. Semnul dat este că almah va da naștere unui fiu care va fi foarte tânăr când inamicii actuali ai lui Iuda vor fi distruși. Deoarece Matei 1:23 tratează Isaia 7:14 drept profeție a nașterii lui Isus, cei mai mulți creștini susțin că almah înseamnă „virgină”. Totuși, cititorii evrei susțin că pasajul se referă doar la evenimente contemporane cu Isaia și Ahaz. (Vezi mai jos controversa despre Isaia 7:14). Pot fi găsite traduceri ale Bibliei care susțin ambele păreri. Totuși, cu unele excepții notabile (cum ar fi Revised Standard Version), cele mai multe traduceri ale Bibliei care conțin Noul Testament traduc „almah” din Isaia 7:14 drept „virgină” în timp cele care traduc doar scripturile evreiești folosesc „tânără femeie”.

## Comparație a traducerilor Bibliei
Acest tabel compară traducerile fiecărei apariții a cuvintelor 'almah sau 'alamot din Biblie (referințele conform cu versiunea KJV):									
| Bible Version | Year | Gen 24:43   | Ex 2:8     | Ps 68:25    | Prov 30:19  | SS 1:3      | SS 6:8        | Isa 7:14               | 1 Cr 15:20    | Ps 46          |
| JPS           | 1917 | maiden      | maiden     | damsels     | young woman | maidens     | maidens       | young woman            | Alamoth       | Alamoth        |
| JPCT          |      | maiden      | girl       | maidens     | young woman | maidens     | maidens       | young woman            | Alamoth       | alamoth        |
| KJV           | 1611 | virgin      | maid       | damsels     | maid        | virgins     | virgins       | virgin                 | Alamoth       | -              |
| ESV           | 2001 | virgin      | girl       | virgins     | virgin      | they        | virgins       | virgin                 | Alamoth       | Alamoth        |
| NKJV          | 1982 | virgin      | maiden     | maidens     | virgin      | virgins     | virgins       | virgin                 | Alamoth       | Alamoth        |
| KJ21          | 1994 | virgin      | maid       | damsels     | maid        | virgins     | virgins       | virgin                 | Alamoth       | -              |
| ASV           | 1901 | maiden      | maiden     | damsels     | maiden      | virgins     | virgins       | virgin                 | Alamoth       | Alamoth        |
| NASB          | 1995 | maiden      | girl       | maidens     | maid        | maidens     | maidens       | virgin                 | Alamoth       | Alamoth        |
| Douay Rheims  | 1609 | virgin      | maid       | damsels     | youth**     | maidens     | young maidens | virgin                 | mysteries     | -              |
| Darby         | 1890 | damsel      | damsel     | maidens     | maid        | virgins     | virgins       | virgin                 | Alamoth       | Alamoth        |
| YLT           | 1898 | virgin      | virgin     | virgins     | youth**     | virgins     | virgins       | virgin                 | virgins       | Virgins        |
| New Life      | 1969 | girl        | girl       | young women | woman       | young women | young women   | young woman & (virgin) | high sounds   | -              |
| NIV           | 1978 | maiden      | girl       | maidens     | maiden      | maidens     | virgins       | virgin                 | Alamoth       | Alamoth        |
| Amplified     | 1987 | maiden      | girl       | maidens     | maid        | maidens     | virgins       | young woman & virgin   | Alamoth       | trebel voices  |
| The Message   | 1993 | young woman | girl       | maidens     | **          | everyone**  | **            | girl                   | melody        | -              |
| CEV           | 1995 | young woman | girl       | young women | **          | young women | others        | virgin                 | smaller harps | -              |
| New Living    | 1996 | young woman | girl       | young women | woman       | young women | virgins       | virgin                 | (alamoth)     | soprano voices |
| NIRV          | 1996 | virgin      | girl       | young women | young woman | young women | virgins       | virgin                 | high notes    | alamoth        |
| Holman        |      | virgin      | girl       | young women | young woman | young women | young women   | virgin                 | Alamoth       | Alamoth        |
| NEB           |      | young woman | girl       | girls       | girl        | maidens     | young women   | young woman            | lutes         | **             |
| NET           |      | young woman | young girl | young women | woman       | young women | young women   | young woman            | Alamoth       | Alamoth        |

** = Nu este tradus în mod direct 

## Controversa despreIsaia 7:14
De la începutul creștinismului, criticii evrei au argumentat că s-a greșit de către creștini prin a citi almah din Isaia 7:14 drept fecioară. Deoarece autorul lui Matei 1:23 credea că Isus s-a născut dintr-o fecioară, el l-a citat pe Isaia: „Iată, fecioara va rămânea însărcinată, va naște un fiu” ca o profeție a originii divine a lui Isus. Cercetătorii evrei declară că Matei greșește, cuvântul almah însemnând tânără femeie (la fel cum echivalentul elem înseamnă tânăr bărbat). El nu denotă virginitatea sau puritatea sexuală, ci vârsta. Deoarece un cuvânt ebraic diferit, bethulah („בתולה”), este utilizat în mod normal pentru virgină chiar în ebraica modernă, profetul nu se putea referi la o virgină în Isaia 7:14.
Mulți apologeți creștini răspund că de-a lungul Vechiului Testament, cu fiecare ocazie cu care o fată este descrisă drept almah, ea este o fată care nu a cunoscut un bărbat și care nu a făcut sex. Mai mult, cuvântul bethulah este uneori folosit pentru a descrie femei care nu sunt virgine (Ioel 1:8 și Estera 2:8-17), și în cel puțin două cazuri (Geneza 24:16 și Judecatori 21:12) o frază adițională explică faptul că bethulah „nu a cunoscut bărbat”. Prin urmare, susțin ei, almah se referă la virgine mai bine decât o face bethulah. Cel mai important, savanții evrei care au tradus și compilat scripturile evreiești (Tora mai întâi și apoi Profeții și Scrierile) într-o versiune grecească a Vechiului Testament, au tradus almah din Isaia 7:14 drept parthenos, care înseamnă aproape întotdeauna „virgină”.
Unii cercetători pretind că dezbaterile despre înțelesul precis al lui bethulah și almah sunt greșite, deoarece niciun cuvânt ebraic nu poate descrie ideea de virginitate. Martin Luther a argumentat de asemenea că dezbaterea era fără sens, nu deoarece cuvintele nu însemnau în mod clar virgină, ci deoarece almah și bethulah erau sinonime.
S-a susținut de asemenea că în Septuaginta (traducerea grecească a Vechiului Testament), în Geneza 34:2-4 cuvântul grecesc parthenos se referă la Dina după ce fusese violată. Prin urmare, cuvântul grecesc folosit în Matei nu înseamnă în mod necesar „virgină”, ci poate însemna și „tânără femeie” (adolescentă).